# Tagliata Val d'Assa
La tagliata Val d'Assa era una tagliata stradale militare italiana eretta alla fine dell'Ottocento nell'omonima valle per sbarrare l'accesso alle truppe dell'Impero austro-ungarico in caso di attacco.

## Descrizione e storia

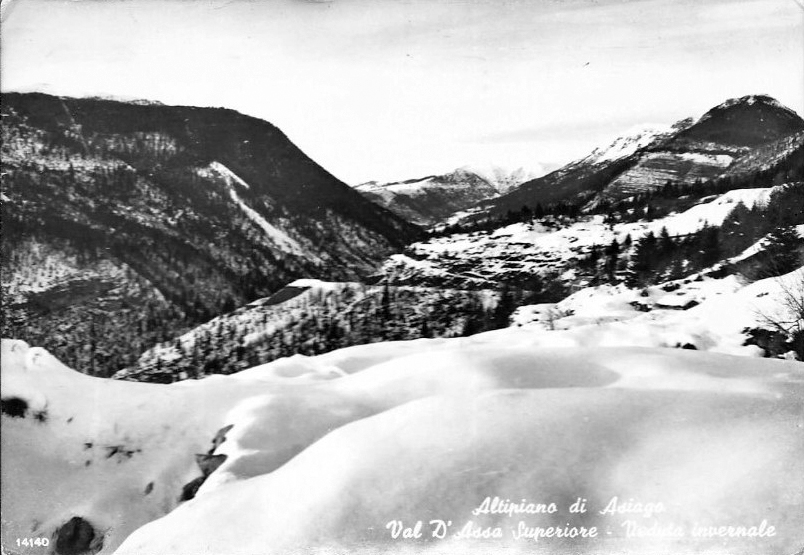
La tagliata in una cartolina degli anni sessanta del Novecento

La tagliata Val d'Assa si trovava a 950 m s.l.m. nella località omonima, tra Camporovere ed il Ghertele, prima del bivio con la strada sterrata per la val Galmarara.
Fu costruita intorno al 1890.
La tagliata era composta di un corpo anteriore di 10,50 m × 33,60 m e da un corpo di gola di 8,20 m × 24 m, separati da uno stretto cortile. Di fronte c'era un fossato largo 4 metri e profondo 6 metri, mentre davanti alla costruzione di gola se ne trovava un altro, largo 4 metri e profondo 8 metri. Entrambi i fossati correvano lungo il ripido pendio fino al letto del torrente. Il passaggio stradale attraversava l'edificio a monte, ed era provvisto di ponte levatoio su entrambi i lati e chiuso con cancelli in ferro.
Il complesso di gola era alto tre piani per un totale di dodici casematte, che servivano per alloggiare l'equipaggio e come magazzino.
Durante il primo conflitto mondiale, insieme alle batterie del Monte Rasta doveva coadiuvare il Forte Interrotto per sbarrare l'alta Val d'Assa in caso di avanzata austroungarica. Ospitava due cannoni in casamatta da 120 mm e delle mitragliatrici. La guarnigione in tempo di guerra avrebbe dovuto essere compresa tra 40 e 70 fanti e tra 20 e 30 artiglieri.
Venne tuttavia fatta saltare in aria nel maggio del 1916 dalle truppe italiane in ritirata. I resti furono rimossi in epoca fascista e la presenza della tagliata oggi non è più facilmente leggibile percorrendo la strada che porta a Vezzena. Lo slargo sulla curva con la sua spianata ne è l'indizio più evidente, ancora sostenuto dai muri di pietra della tagliata stessa. Parte delle rovine a livello della strada sono state riutilizzate dopo la guerra a scopi civili.